# Jodie Marsh
Jodie Marsh (Brentwood, 23 december 1978) is een Brits mediafiguur, bodybuilder en glamour model, bekend van de realityserie Totally Jodie Marsh.

## Biografie
Jodie Louise Marsh werd geboren in Brentwood (Essex). Haar ouders, John en Kristina hadden een aannemersbedrijf. Ze volgde een opleiding aan de independant school van Brentwood. Ze heeft één broer, Jordan. Marsh kwam voor het eerst in de bekendheid in de reality tv-serie Essex Wives in 2002.

## Carrière

### Modellenwerk
Aan het begin van haar carrière poseerde Marsh voor bladen als FHM, Loaded, Nuts en Zoo. Marsh was ook zes keer page-three girl voor The Sun. Zij verscheen in fotoshoots voor de kranten The Daily Sport, Daily Star en News of the World.
In juni 2009 verscheen Marsh op de omslag van de Zoo. In november 2010 verscheen Marsh op een dubbele cover op een speciale editie voor het tijdschrift.
In april 2011 deed Marsh een andere fotoshoot voor hetzelfde tijdschrift, waarbij ze op de omslag verscheen voor een speciale 3D-uitgave.

### Televisie en filmoptredens
Marsh heeft ook deelgenomen aan tal van realityseries en tv-programma's, zoals de Britse versie van Komen eten en De zwakste schakel. In januari 2006 deed ze mee aan Celebrity Big Brother waar ze de eerste was die weggestemd werd. In 2007 was ze de ster in haar eigen realityserie Totally Jodie Marsh op MTV waarin ze op zoek ging naar een man.

### Bodybuilding
In 2009 raakte Marsh in de ban van bodybuilden en ontwikkelde ze een gespierde lichaamsbouw. In januari 2010 verscheen ze op LA Muscle TV in 6 pack in 4 weeks. Haar optreden resulteerde in een fotoshoot voor het tijdschrift Muscle & Fitness. In oktober 2011 nam ze deel aan de Natural Physique Association Bodybuilding Championships in Sheffield, waar ze de 5e plaats behaalde.